# Überforderungseinwand
Als Überforderungseinwand bezeichnet man Einwände gegen verschiedene ethische Theorien und Prinzipien, dass eine kritisierte Theorie oder ein kritisiertes Prinzip zu viel verlangt, mehr Opfer von einem fordert als vernünftigerweise gefordert werden können, und daher nicht akzeptabel ist. Der Einwand wird häufig im Zusammenhang mit konsequentalistischen Theorien und Forderungen globaler Hilfspflichten, wie sie etwa Peter Singer vertritt, diskutiert. Er wurde auch gegen viele weitere Theorien und Prinzipien vorgebracht.

## Geschichte
Der Überforderungseinwand gilt als ein zentraler Einwand gegen konsequentialistische Theorien und besonders gegen den klassischen Utilitarismus, der verlangt, unvoreingenommen stets das Wohlergehen aller von einer Handlung Betroffenen zu berücksichtigen und es zu maximieren. Es wird häufig angenommen, dass der Überforderungseinwand als Reaktion auf den Konsequentialismus entstand. Marcel van Ackeren und Michael Kühler weisen jedoch darauf hin, dass Überforderung schon vorher diskutiert wurde. So kritisierte Immanuel Kant den Grad der Tugend, die die Stoa für erforderlich und erreichbar hielt, als überfordernd. Dadurch hätten sie „das moralische Vermögen des Menschen unter dem Namen eines Weisen über alle Schranken seiner Natur hoch gespannt und etwas, das aller Menschenkenntniß widerspricht, angenommen.“ (Kant: ) Im Zusammenhang mit dem Utilitarismus war William Godwin, 1793, einer der ersten, die über zu hohe Forderungen nachdachten.
John Stuart Mill behandelte in seinem Werk Der Utilitarismus Überforderungseinwände. Der erste Einwand zielt auf die begrenzten kognitiven Fähigkeiten von Menschen. Er besagt, dass es zu viel verlangt sei, in jeder Handlung alle möglichen Konsequenzen für alle Menschen zu berechnen und abzuwägen. Der Standard des Utilitarismus wäre zu hoch für die Menschheit; es wäre zu viel verlangt, dass Menschen stets aus dem Antrieb handeln sollten, die allgemeinen Interessen der Gesellschaft zu fördern, so gibt Mill den Einwand wider. Mill entgegnet, dass bei Weitem nicht jede Handlung aus diesem Motiv getan werden muss. Er nennt es ein Missverständnis, die utilitaristische Denkweise aufzufassen als eine, die beinhalten würde, dass Menschen ihre Überlegungen an einer so weit gefassten Allgemeinheit wie der Welt oder der gesamten Gesellschaft festmachen sollten. In den meisten Fällen genügt es, nach Mills Auffassung, sich auf die direkt betroffenen Personen zu konzentrieren und zusätzlich sicherzustellen, nicht die Rechte weiterer Personen zu verletzen. Dem zweiten Einwand, der auf die Unparteilichkeit zielt und besagt, dass fortwährende unvoreingenommene, unparteiische Nutzenmaximierung zu sehr in private Entscheidungen, Projekte und die Lebensgestaltung eingreift, hält Mill seine Auffassung entgegen, dass das unparteiische Anstreben von Nutzenmaximierung nicht Pflicht ist, sondern mehr als die Pflicht verlangt.
Peter Singer fachte 1972 mit seinem Aufsatz Famine, Affluence and Morality anhand der Frage der Weltarmut die Debatte um zu hohe Forderungen konsequentialistischer Theorien erneut an. Singer entwickelte das Gedankenexperiment eines ertrinkenden Kindes. Er nahm an, dass jeder eine Pflicht von Passanten, das Kind bei vergleichsweise kleineren eigenen Opfern retten zu müssen, bejahen würde. Er folgerte:

„Wenn es in unserer Macht steht, etwas sehr Schlechtes zu verhindern, ohne dabei etwas von (vergleichbarer) moralischer Bedeutung zu opfern, so sollten wir dies, moralisch gesehen, tun.“

Der Überforderungseinwand wurde bis heute gegen eine Vielzahl weiterer ethischer Theorien und Prinzipien angeführt, zum Beispiel die Tugendethik, den Kontraktualismus oder Kantianische Positionen. In den vergangenen Jahren wurde der Überforderungseinwand auch zu Themen der angewandten Ethik wie der Tierethik, der Generationengerechtigkeit und dem Klimawandel diskutiert. Auch der Idee einer weitgehenden Rolle ethischer Theorien im Leben und ethischen Theorien überhaupt wurde, beeinflusst durch Bernard Williams, der Überforderungseinwand entgegengehalten und sogar die Position eingenommen, dass man Überforderung nur vermeiden kann, indem man ethische Theorien ganz vermeidet.

## Definition

### Formulierungen
Moralische Theorien und Prinzipien fordern von moralischen Agenten etwas zu berücksichtigen, zu tun oder zu unterlassen. Dabei kann es Konflikte zwischen den eigenen Zielen, Interessen und dem Wohlergehen des Agenten und den moralischen Forderungen an ihn kommen. Würde der Adressat, indem er dem moralisch Geforderten nachkommt, seine persönlichen Projekte und Ziele nicht mehr ausreichend verfolgen können, so eine Formulierung des Einwands, dann fordert die moralische Theorie oder das moralische Prinzip zu viel. Es könnte sogar die persönliche Integrität des Adressaten verletzt werden. Die moralischen Forderungen überschreiten eine Grenze des Zumutbaren.
Liam Murphy definiert den Überforderungseinwand so: Der Überforderungseinwand behauptet, dass es eine Grenze gibt, in welcher Höhe die Moral oder jedenfalls ein Wohltätigkeitsprinzip legitimerweise Opfer von Agenten verlangen kann.
Häufig wird der Einwand auf Basis von Kosten bzw. allgemeiner Belastungen formuliert, die eine Pflicht verlangen würde. McElwee formuliert Überforderungseinwände so:

„Demandingness Objection: The claim that the agent is morally obliged to do A should be rejected just because doing A is too costly to the agent, given the moral considerations at stake, to count as morally obligatory.“

„Überforderungseinwand: Der Anspruch, dass der Agent moralisch verpflichtet ist, A zu tun, sollte zurückgewiesen werden, weil A zu tun unter Berücksichtigung der moralischen Erwägungen, um die es geht, zu belastend für den Agenten ist, um es als moralisch verpflichtend anzusehen.“

Beispiel: Eine moralische Theorie besagt, dass Jones, der bergsteigt, moralisch verpflichtet ist, Alice zu helfen, die in Lebensgefahr schwebt, obwohl er es nur unter Verlust eines seiner Gliedmaßen tun kann. Jemand kritisiert die Theorie. Er gesteht zu, dass es richtig wäre Alice zu helfen, aber meint zugleich, dass Jones nicht dazu moralisch verpflichtet ist, weil es ihm zu viel abverlangen würde, ein Bein oder einen Arm zu verlieren. Der Kritisierende erhebt damit den Überforderungseinwand.
Der Einwand, eine moralische Theorie oder Pflicht sei überfordernd, ist bei positiven Pflichten, also Pflichten, anderen etwas zu verschaffen, ihr Wohlergehen zu fördern, besonders bedeutsam. Negative Pflichten hingegen, also Pflichten, anderen nicht den Zugang zu einem Gut zu verwehren, ihnen nicht zu schaden, gelten hingegen als weniger anfällig für den Einwand. Des Weiteren gilt strikte Unparteilichkeit, also die Forderung, nicht seine eigenen Interessen und die nahestehender Menschen höher zu bewerten als die entfernter Menschen, als wichtiger Grund für Überforderung.

### Abgrenzung
Der Überforderungseinwand setzt immer eine Abwägung voraus, die ein Missverhältnis zwischen hohen moralischen Forderungen, denen altruistische Überlegungen zugrunde liegen, auf der einen Seite und dem, meist nicht-moralischen, Eigeninteresse auf der anderen Seite ergibt. Das ist zu unterscheiden von Einwänden, die auf die moralischen Forderungen allein zielen: dass das moralische Geforderte, die vorgeblich moralische Pflicht, nicht besteht oder unbedeutend ist. Und er ist abzugrenzen von Einwänden, die auf die der Abwägung zugrunde liegende Bewertung der Güter zielen: dass eine moralische Theorie oder moralische Pflicht den moralischen oder außermoralischen Gütern, deren Berücksichtigung sie fordert, eine falsche Wertigkeit beimisst oder sie in eine falsche Rangfolge bringt.
Das Prinzip Sollen setzt Können voraus, das eine Pflicht an die Voraussetzung bindet, dass der Verpflichtete ihr überhaupt gerecht werden kann, verweist ebenfalls auf eine Grenze moralischer Pflicht. Diese Grenze ist jedoch noch enger gefasst als beim Überforderungseinwand.
Tut jemand mehr als es die moralische Pflicht verlangt, spricht man von supererogatorischen Handlungen. Statt von einer moralisch gebotenen Hilfspflicht würde man von einem lobenswerten Akt der Barmherzigkeit sprechen.
Der Überforderungseinwand, eine moralische Forderung greife zu sehr in das eigene Leben ein, ist zu unterscheiden von dem Einwand, dass ihre Berücksichtigung die kognitiven Fähigkeiten oder das Wissen, das ein moralischer Agent haben kann, übersteigt. So wäre es, im Beispiel des klassischen Handlungsutilitarismus, zu viel verlangt vor jeder Entscheidung ein Hedonistisches Kalkül auszuführen und darin alle Menschen gleichermaßen zu berücksichtigen, um diejenige Alternative zu finden, die das größte Glück der größten Zahl herbeiführt. Weber-Guskar nennt dies, im Zusammenhang mit indirekten Wirkungen individueller Handlungen globaler Reichweite, die epistemische Überforderung; es ist zum Beispiel unmöglich, die bestehenden Kausalketten einer jeden einzelnen Handlung, etwa beim Kauf eines T-Shirts, nachzuvollziehen.
Daneben wird eine psychologische Überforderung genannt: Scheffler zufolge nehmen wir Unterlassungen nur unter besonderen Umständen als Unterlassung wahr, so in Singers Beispiel des direkt vor unseren Augen ertrinkenden Kindes, aber nicht bei weltweit Millionen verhungernder Kinder. Örtliche und zeitliche Distanz und unübersehbare indirekte Kausalketten lassen negative Wirkungen unseres Handelns irreal erscheinen. Ähnlich irreal erscheinen positive Wirkungen von Hilfsleistungen, die eine Vielzahl von Vermittlungsschritten erfordern. Wir erleben uns nicht mehr als Handelnde. Hinzu kommt, dass eine größere Zahl von Menschen, die ebenfalls handeln könnte, dazu verleitet, keinen eigenen Beitrag zu leisten.

## Entgegnungen
Decken sich die Interessen des Handelnden und das von ihm moralisch Gesollte, so ist es nicht fordernd und kann mithin auch nicht moralisch überfordern. Peter Singer hat darauf verwiesen, dass man zum Erhalt der Hilfsfähigkeit bestimmte eigene Interessen verfolgen muss, darunter der Erhalt des eigenen Wohls und besonders auch soziale und familiäre Bindungen. Hier gibt es also instrumentelle Gründe, die das Eigeninteresse teilweise mit moralischen Forderungen in Einklang bringen.
Einige Philosophen vertreten die Position, dass Moral nun einmal fordernd ist. Wenn man ein großes Übel, das einem anderen droht, mit vergleichsweise geringeren eigenen Mitteln, die aber dennoch für einen selbst große Opfer darstellen, abwenden kann, dann soll man das tun. Einige entgegnen auf den Überforderungseinwand, dass man auch fragen muss, ob die Kosten für den Geschädigten nicht zu hoch sind, ob er also nicht der Überforderte ist. Ergo muss derjenige, der den Überforderungseinwand erhebt, die Asymmetrie zwischen den Kosten für den Agenten und den Geschädigten begründen. McElwee schlägt eine Sichtweise vor, die sich an der Möglichkeit von Schuldzuweisung und Lob orientiert, und die nur beim Agenten vorliegt. In einigen Fällen liegt der Unterschied in verursachtem oder zugelassenem und erlittenem Schaden.
Moralische Theorien, die primär negative Pflichten bejahen und positive verneinen, wie es etwa für einige libertäre Strömungen gilt, sind naturgemäß dem Überforderungseinwand weniger ausgesetzt.
Dem Problem der Unparteilichkeit versuchen manche zu begegnen, indem sie eigenen moralischen Gütern und denen nahestehender Menschen ein stärkeres Gewicht zubilligen.
Andere haben versucht, ethische Theorien abzuschwächen bzw. Kriterien für Grenzen zu finden, wie viel sie fordern dürfen: Liam Murphy schlug zum Beispiel das Kooperationsprinzip vor, um eine Grenze begründen zu können. Es basiert auf einem Fairness-Gedanken: Moralische Prinzipien sollten nicht umso mehr von einem verlangen je weniger andere Menschen sich an die Prinzipien halten, sie sollten also möglichst unabhängig davon sein, inwieweit sie von anderen Menschen eingehalten werden. Man muss nicht für das Versäumnis anderer einstehen, zum Beispiel nicht mehr tun, um eine Hungersnot abzuwenden, als man tun müsste, wenn jeder seinen Beitrag leistete. Verschiedene Autoren verweisen jedoch auf Gegenbeispiele, in denen es nicht unabhängig vom Verhalten anderer ist, wie viel von uns moralisch gefordert wird: etwa in einem konkreten Notfall, in dem zwei Personen ohne große Schwierigkeiten je ein ertrinkendes Kind retten könnten. Wenn aber einer endgültig nicht bereit ist, seinen Teil zu tun, und der andere, wenn er beide Kinder retten würde, signifikante Nachteile hätte, so stünde letzterer dennoch notgedrungen in der Pflicht, das Leben beider Kinder zu retten.
Ernst Tugendhat, unter anderen, vertritt die Ansicht, dass Rechte der Hilfsbedürftigen gegenüber der Gemeinschaft bestehen, und nicht gegenüber Individuen. Nicht das potentiell überforderte Individuum, sondern nationale und internationale Institutionen stehen demzufolge primär in der Pflicht.

## Ethische Theorien

### Konsequentialismus und Utilitarismus
Insoweit utilitaristische Theorien verlangen, fremdem Wohlergehen die gleiche Bedeutung wie eigenem Wohlergehen und dem Wohlergehen einem nahestehender Personen zuzumessen, also völlig unparteiisch zu sein, und insoweit sie verlangen, Nutzen zu fördern genauso wie Schaden zu vermeiden, können sie eigene Projekte und das eigene Leben ganz dominieren. Dies ist nach Ansicht mancher, zum Beispiel Bernard Williams, zu fordernd und ein Grund, den Konsequentialismus zu verwerfen. Häufig entgegnen Konsequentialisten auf den Einwand, Mills Strategie (siehe oben) folgend, dass man Entscheidungsmuster entwickeln kann und dass es effizienter ist, sich dem Wohl kleiner Gruppen statt dem gesamten öffentlichen Wohl zu widmen. Dem entgegen stehen die wachsenden Möglichkeiten, weltweit das Leben fremder Menschen zu beeinflussen, oft mit vergleichsweise geringem Aufwand.
Manche Utilitaristen halten dagegen, dass wir tatsächlich moralisch verpflichtet sind, unser Leben zu ändern und viel mehr zu tun, um das Gemeinwohl zu fördern. Nicht so zu handeln ist demnach moralisch falsch. Der Überforderungseinwand laufe ins Leere, weil er die Kosten des moralisch Verpflichteten und die des Hilfsbedürftigen unterschiedlich behandelt, damit geht er jedoch nicht mehr von den Voraussetzungen eines Handlungs-Konsequentialismus aus, er ist kein unabhängiger Einwand mehr. Andere schwächen die Forderungen ab, man soll zwar so handeln, dass das Wohlergehen aller möglichst stark gefördert wird, aber es ist nicht immer moralisch falsch, dies nicht zu tun. Manche gestehen einen Agenten-relativen Standpunkt zu, der es erlaubt, einem selbst und nahestehenden Personen einen höheren Wert beizumessen als entfernten Fremden. Satisfizierender oder progressiver Konsequentialismus schwächen auch die Forderungen ab – man muss nur genug tun bzw. wir sollten uns fortwährend bemühen, mehr zu tun.

### Weitere Theorien und ethische Prinzipien
Thomas Nagel wendete gegen kontraktualistische ethische Theorien ein, dass jedes mögliche Fürsorgeprinzip, dem alle Individuen zustimmen müssten, angesichts des gegenwärtigen Zustands der Welt mit ihren Eigentumsrechten, entweder Reichen oder Bedürftigen, je aus ihrer Sicht, zu viel zumuten und daher zurückgewiesen würde.
Überforderungseinwände wurden auch für Kant'sche Ethik und Tugendethik diskutiert, ebenso für Nozicks Interpretation von Lockes Proviso, dass eine Aneignung nur berechtigt ist, wenn durch die Existenz von Privateigentum allgemein (schwaches Proviso) oder die durch diese Aneignung realisierte Überführung eines Gutes in Privateigentum (starkes Proviso) niemand schlechter gestellt wird.

## Angewandte Ethik

### Weltarmut
Der Überforderungseinwand wurde häufig im Zusammenhang mit positiven Pflichten diskutiert, dass man wohltätig sein und die Leiden und Armut in der Welt möglichst verringern muss. Peter Singers klassischer Aufsatz aus dem Jahr 1972 war häufiger Anknüpfungspunkt. Angesichts der Tatsache, dass es viele extrem arme Menschen und viel Leid auf der Welt gibt, würde eine unbegrenzte Pflicht zu helfen bedeuten, dass für ein eigenes Leben außerhalb dieser Pflicht kein Raum mehr bliebe. Denn jeder, für Wohlhabende relativ kleine, Beitrag ist geeignet, für sehr arme Menschen einen viel größeren Nutzen zu stiften als er es beim Eigengebrauch durch den vergleichsweise Wohlhabenden könnte. In Konsequenz dürfte man erst dann aufhören, wenn es niemanden mehr gibt, der ärmer ist als man selbst und dem man mit einem Transfer noch helfen könnte.
In diesem Zusammenhang spielt, angesichts der begrenzten Möglichkeiten des Individuums der Verweis auf strukturelle Probleme, die man nicht als Einzelner beheben kann, und institutionelle Lösungen eine entscheidende Rolle. In der nicht-idealen Welt, in der ausreichend funktionsfähige Institutionen, sowohl in den Staaten Hilfsbedürftiger als auch in denjenigen der Wohlhabenden, nicht existieren, gibt es weiter eine individuelle Verantwortung, auf die Schaffung solcher Institutionen hinzuwirken und individuelle Beiträge zu leisten. Hier besteht dann wieder die Gefahr einer Überforderung.
Weber-Guskar weist darauf hin, dass im Zuge der globalisierten Warenströme auch negative Pflichte bedeutsamer geworden sind, es sei nicht nur das Unterlassen von Hilfsleistungen, das man den Wohlhabenden vorwerfen könne, wegen der Verflechtungen trügen die Wohlhabenden mit einigen ihrer sogar alltäglichen Handlungen zur Not der Armen bei.
Mit Liam Murphys Kooperationsprinzip wurde häufig versucht, eine Grenze zu begründen. Sonderholm kritisierte jedoch das Kooperationsprinzip und verwies auf die „billige Rettung“: Selbst wenn andere nicht ihren Teil tun, ist man doch immer noch verpflichtet Leben zu retten, wenn das mit – für wohlhabende Menschen – vergleichsweise geringen Mitteln möglich ist.
Richard Miller schlug ein Prinzip des Mitgefühls vor, das moralische Wohltätigkeitsforderungen begrenzen soll. Man muss, diesem Prinzip zufolge, nur so weit wohltätig handeln, dass man weiter seinen anderen Verpflichtungen nachkommen kann und gleichzeitig nicht signifikant Gefahr läuft, sein Leben deutlich zu verschlechtern. Eigene „erstrebenswerte Ziele“, Interessen, die das eigene
Leben bereichern und denen man gut nachgehen kann, darf man gelegentlich weiter verfolgen. Sonderholm hält Millers Prinzip für viel zu wenig fordernd. Denn es betrachtet die erstrebenswerten Ziele von keinem normativen Standpunkt, jedes subjektiv erstrebenswerte Ziel, auch extrem teure Luxusinteressen und reiner Geltungskonsum, würden damit gerechtfertigt werden.

### Klimawandel
Der Überforderungseinwand wurde im Zusammenhang mit der Frage diskutiert, wie weit individuelle Pflichten reichen, Treibhausgasemissionen zu vermeiden und auf politisches, kollektives Handeln für den Klimaschutz hinzuwirken.
Im Unterschied zu positiven Pflichten aus Wohltätigkeitsprinzipien liegen beim Vermeiden von Treibhausgasemissionen negative Pflichten vor. Ein gefährlicher Klimawandel, zu dem der Einzelne beiträgt, verursacht Schäden bis hin zu Menschenrechtsverletzungen und dem vorzeitigen Tod Vieler. Fast alle moralischen Theorien bejahen eine negative Pflicht, keinen Schaden zu verursachen. Allerdings verursachen gegenwärtig viele alltägliche Handlungen, von denen manche kaum vermeidbar sind, Treibhausgasemissionen entweder direkt, etwa der motorisierte Verkehr, oder indirekt, etwa der materielle Konsum. Wie weit reichen die Pflichten, eigene Emissionen zu vermeiden, ist es irgendwann zu viel verlangt?
Schwenkenbecher weist auf einen Unterschied zwischen Subsistenz- und Luxusemissionen hin. Über Subsistenzerfordernisse hinausreichende Emissionen ließen sich vermeiden, oft bereits mit wenig Mühe und Aufwand. Sie verweist außerdem darauf, dass dies, auf regionaler bzw. staatlicher Ebene, sogar mit weiteren positiven Nebeneffekten einhergehen würde, etwa geringeren Gesundheitsrisiken durch Luftverschmutzung.
Eine weitere vorgeschlagene Grenze ist die langfristige Aufnahmekapazität des Erdsystems (außer der Atmosphäre und der Meere) für CO2. Dieses nachhaltige Maß – bei der gegenwärtigen Weltbevölkerungszahl und dem Zwei-Grad-Ziel – liegt langfristig unter 1–2 t pro Person und Jahr. Sie ist Basis für Lastenteilungsverfahren wie Kontraktion und Konvergenz. (Mittlerweile sind aber wegen weltweit steigender Emissionen und der Anreicherung von CO2 in der Atmosphäre wahrscheinlich schon vorübergehend negative Emissionen notwendig, also das Entfernen von Treibhausgasen aus der Erdatmosphäre.)
Fruh und Hedahl nennen, neben einer nachhaltigen Emissionsmenge pro Kopf, noch Klimakompensation als eine weitere praktische Herangehensweise: Indem man Klimaschutzprojekte an anderer Stelle finanziert, kann man seine eigenen Emissionen ausgleichen. Netto führt das eigene Handeln, bei langfristig wirksamen Kompensationsprojekten, dann zu keinen höheren Treibhausgaskonzentrationen. Fruh und Hedahl befürchten, dass für arme Menschen auch diese Lösung zu fordernd sein könnte, während reiche sich weiter einen emissionsintensiven Lebensstil leisten könnten. Sie stellen zudem in Frage, ob Kompensationsmaßnahmen wirklich dem Prinzip gerecht werden, anderen Menschen nicht aktiv durch eigenes Handeln zu schaden.
Fruh und Hedahl schlagen daher außerdem vor, zwischen Pflichten traditioneller Gerechtigkeit und Pflichten systemischer Gerechtigkeit zu unterscheiden: Traditionelle Rechte und Pflichten zwischen Personen sind Prima-facie-Pflichten, sie bestehen sofort und müssen, wenn dadurch nicht ein objektiv mindestens gleichwertiges Gut verletzt wird, ohne Rücksicht auf die privaten Projekte des Verpflichteten erfüllt werden. Pflichten systemischer Gerechtigkeit liegen vor, wenn der Schaden Nebeneffekt eines unkoordinierten, aggregierten Handelns Vieler ist. Solche Pflichten würden, dem Vorschlag gemäß, in Einzelfällen nicht entstehen, wenn dadurch Projekte, die für die Identität des Handelnden zentral sind, unmöglich werden. Beispielsweise kann die Flugreise eines Mekkapilgers, der sich Klimakompensation nicht leisten kann, wegen ihrer zentralen Rolle in seinem Leben und des systemischen Charakters der potentiellen Ungerechtigkeit, moralisch erlaubt sein.
Hohl und Roser vermuten für die staatliche Ebene, dass sich Emissionen – auch über das faire Maß hinaus – ohne Überforderung reduzieren ließen, Staaten also nach dem Kooperationsprinzip auch für Versäumnisse anderer einspringen könnten und müssten.
Angesichts mangelnder Klimaschutzbemühungen auf institutioneller Ebene stellt sich die Frage, ob Murphys Kooperationsprinzip auf Individuen anwendbar ist und ihre Pflicht zur Emissionsminderung also auf das faire Maß begrenzt ist, das sich ergeben würde, wenn alle Staaten ihren Pflichten nachkämen. Schwenkenbecher verneint dies, das Prinzip ist nicht über verschiedene Typen moralischer Agenten, Individuen, Organisationen und Staaten, anwendbar. Es wird aber für einzelne Personen umso leichter, ihre Emissionen zu reduzieren, wie es kollektive Anstrengungen hierzu gibt. Schwenkenbecher sieht, je nach den Möglichkeiten des Einzelnen, zusätzliche Pflichten, zu solch einem kollektiven Handeln beizutragen.
Elizabeth Cripps meint, dass Verursacher ihre Emissionen soweit reduzieren müssen, bis – im Sinn eines Nicht-Schädigungsprinzips – weitere Vermeidung ihnen selbst so viel Schaden zufügen würde wie die Emissionen anderen zufügen würden. Eine Untergrenze sind hier „moralisch signifikante“ Lasten, die sie sehr eng definiert: Die, auch zeitweise, Beeinträchtigung zentraler Lebens- und sozialer Funktionen, nämlich Leben, Gesundheit, körperliche Integrität, die Aufgabe von Familienzugehörigkeit und engen sozialen Beziehungen.